# Операція «Ейрборн Сігар»
Операція «Ейрборн Сігар» (англ. Operation Airborne Cigar) також АВС — кодова назва довготривалої спеціальної дезінформаційної операції, організованої союзниками під час підготовки та проведення вторгнення в Нормандію. Разом з операціями «Таксабл», «Гліммер», «Титанік» тощо мала за мету порушити систему управління військами Вермахту перед початком вторгнення союзних військ в Нормандію. 
Головним завданням спеціальної операції ставило радіоелектронне придушення засобів системи управління ППО Вермахту до початку та у ході висадки військ у північно-західній Франції. Операція досягла своїй цілі суттєво знизивши ефективність бойового використання противником радіоелектронних систем і засобів шляхом впливу на їхні приймальні радіоелектронні прилади радіоперешкод.